# Châu thổ thụt lùi

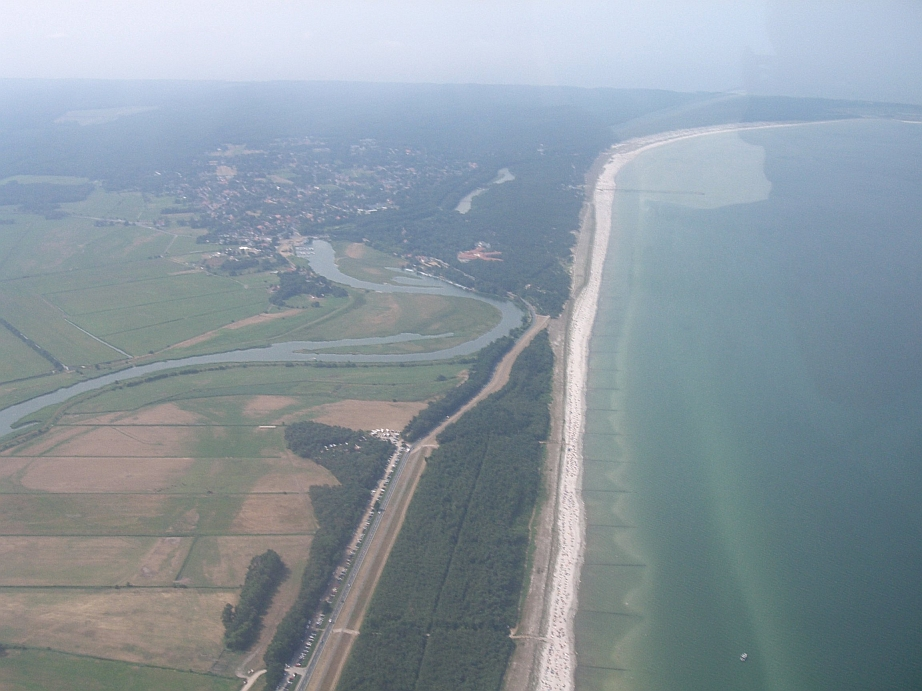
Châu thổ thụt lùi Prerow Strom ở miền bắc nước Đức

Châu thổ thụt lùi là một châu thổ có mặt hướng vào nội địa.
Các điều kiện tiên quyết cho sự hình thành của châu thổ thụt lùi là phải có một kênh biển (lạch triều) và một phá nước (bodden) đủ lớn có khả năng thu thập trầm tích. Tại những vùng biển không chịu ảnh hưởng thủy triều, các kênh biển này hình thành do hiện tượng xâm thực các dải đường bờ đơn điệu ở mặt hướng ra biển của phá nước. Sau khi hình thành, kênh biển đóng vai trò đường dẫn cho nước biển mang trầm tích vào phá nước bên trong. Sau đó, nước sẽ thông qua một cửa thoát khác để trở lại biển. Có khi dòng nước vào-ra phá nước theo cùng một kênh biển nhưng trầm tích sẽ không thể lắng đọng để tạo nên một châu thổ hướng ra phía biển được vì bị các hải lưu ven bờ ngăn chặn.
Trong trường hợp dòng chảy vào mạnh và mang lưu lượng trầm tích thấp thì đơn thuần lạch triều chỉ mở rộng về kích thước và không có châu thổ thụt lùi nào hình thành.